# Georg Gail
Georg Gail (* 20. April 1884 in Gießen; † 8. Dezember 1950 ebd.) war ein deutscher Unternehmer. Sein gleichnamiger Großvater Georg Karl Gail hatte 60 Jahre vor ihm die Geschäftsführung der Gail'schen Zigarrenfabrik übernommen.

## Leben
Georg Gail war Sohn des Gießener Fabrikanten Wilhelm Gail und dessen Ehefrau Minna Gail, geborene Mahla (1860–1898).
Nach dem Abitur am Gymnasium in Gießen studierte Georg Gail zunächst an der Handelshochschule in Antwerpen. Es schloss sich ein Jura-Studium an den Universitäten Bonn und Göttingen an. 1904 wurde er Mitglied des Corps Palatia Bonn. 1908 schloss er das Studium mit dem Referendarexamen und der Promotion zum Dr. jur. ab. 1908 wurde er Prokurist im väterlichen Unternehmen, der Gail’schen Zigarrenfabrik. Er leistete den Militärdienst als Einjährig-Freiwilliger ab und unternahm zwischen 1911 und 1912 eine Weltreise. 1912 wurde er Teilhaber der Gail’schen Zigarrenfabrik.
Am Ersten Weltkrieg nahm Georg Gail aktiv als Offizier bei den Kraftfahrtruppen teil, zuletzt im Rang eines Hauptmanns der Reserve. 1917 lernte er in Wilna die Familie des Gutsbesitzers Marjan von Benislawsky kennen. 1919 heiratete Georg Gail Irena Gail (1897–1967), geborene von Benislawsky. Aus der Ehe gingen Tochter Irene („Irli“, 1920–1991) und Sohn Georg („Geo“, 1922–1942) hervor.
Nach dem Tod seines Vaters Wilhelm Gail wurde Georg Gail 1925 Inhaber und Vorstand der Gail’schen Zigarrenfabrik sowie Inhaber und Aufsichtsratsvorsitzender der Wilh. Gail’sche Tonwerke AG in Gießen.
Georg Gail war Ausschussmitglied des Reichsverbandes Deutscher Zigarrenhersteller e. V., Mitglied des Hauptausschusses des Deutschen Tabakvereins e. V. und Beiratsmitglied des Arbeitgeberverbandes für Lahngau und Oberhessen in Gießen.

## Auszeichnungen
- Eisernes Kreuz II. und I. Klasse
- Hessische Tapferkeitsmedaille
- Bremer Hanseatenkreuz

## Schriften
- Der Begriff des Zubehörs nach dem Bürgerlichen Gesetzbuch, 1908